# Švedsko Carstvo
Švedsko Carstvo odnosi se na osvojene teritorije Kraljevine Švedske u baltičkoj regiji tijekom 17. i početkom 18. stoljeća, kada je Švedska bila jedna od velikih europskih sila.
Za početak Carstva obično se uzima vladavina Gustava Adolfa, koji je na prijestolju od 1611., a kraj Carstva dogodio se gubitkom osvojenih područja 1721. nakon Velikog sjevernog rata. U švedskom jeziku, razdoblje se zove "stormaktstiden", što znači "era velike moći".
Nakon smrti Gustava Adolfa 1632., Carstvo je, tijekom dugog razdoblja kontroliralo visoko plemstvo, najviše obitelj Oxenstierna, djelujući kao tutor za manje namjesnike. Interesi visokog plemstva bili su u suprotnosti s interesima puka. U novostečenim posjedima, kmetstvo nije bilo ukinuto.
Nakon pobjede u Tridesetogodišnjem ratu, vrhunac švedske moći postignut je u Drugom sjevernom ratu kada je primarni protivnik Danska-Norveška neutralizirana mirom u Roskildeu 1658. Međutim, u daljnjem tijeku tog rata, kao i u sljedećem Skanijskom ratu Švedska je bila u mogućnosti da održi svoje Carstvo samo uz potporu najbližeg saveznika, Francuske. Karlo XI. Švedski konsolidirao je Carstvo i osigurao razdoblje mira, prije nego što su Rusko Carstvo, Saska i Danska-Norveška započele zajednički napad na njegovog nasljednika, Karla XII. Nakon početnih švedskih pobjeda, Karlo osigurava Carstvo posljednji put Mirom u Travendalu (1700.) i Ugovorom u Altranstädtu (1706.), prije Bitke kod Poltave (1709.), kada je Švedsko Carstvo došlo do naglog kraja.